# Kleinagel

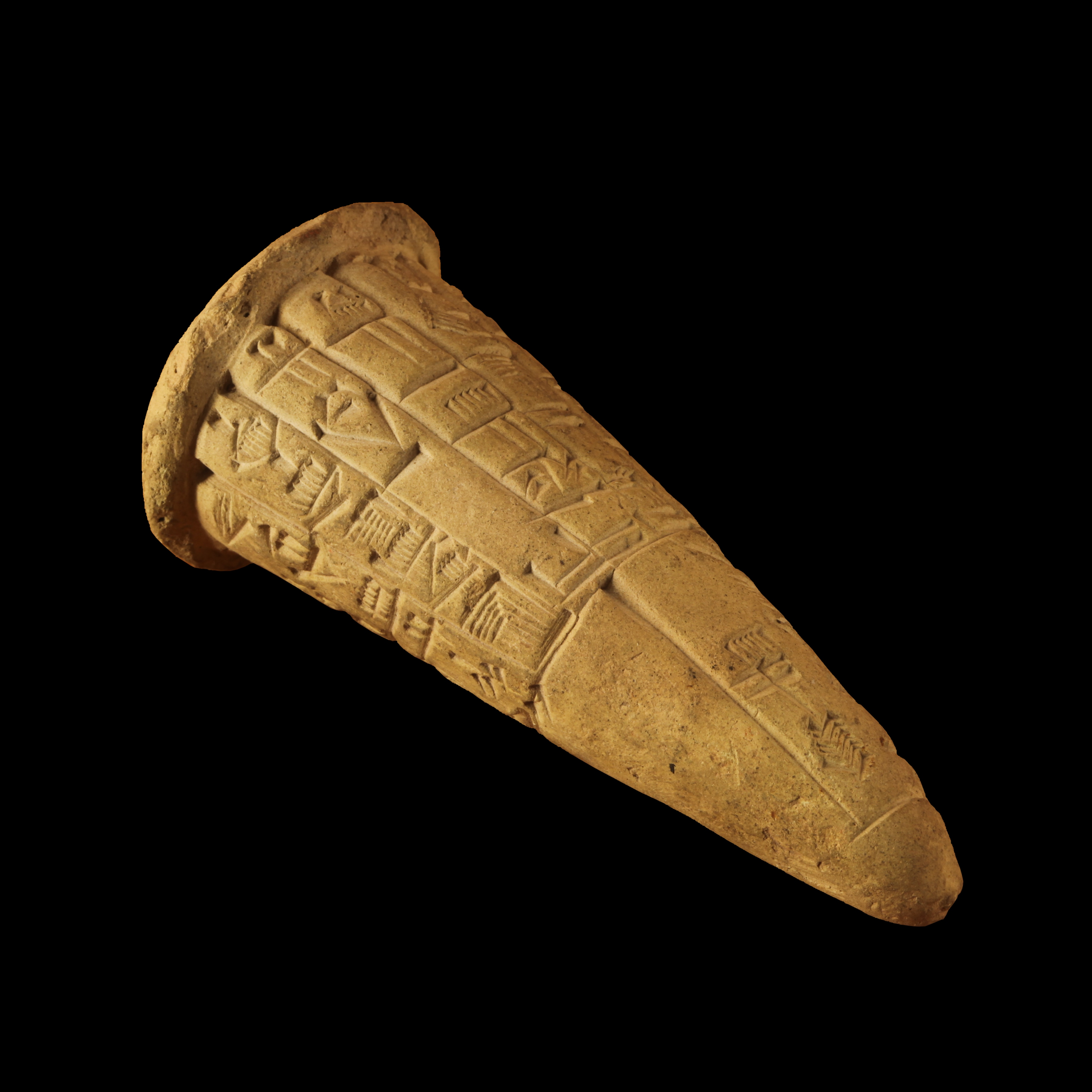
Stichtingsnagel door Gudea, gewijd aan Ningirsu, bestemd voor de bouw van zijn tempel, de E-ninnu

Kleinagels zijn ceremoniële voorwerpen, die werden gebruikt in het 3e millennium v.Chr. door de Soemeriërs en andere volken uit Mesopotamië.
In deze spijkers van klei werden in spijkerschrift boodschappen gegrift. Vervolgens werden ze in gebouwen aangebracht. Ze vermeldden bijvoorbeeld dat een gebouw toebehoorde aan de godheid waaraan het was gewijd.
Kleinagels werden niet altijd gegraveerd. Sommigen werden beschilderd in verschillende kleuren. Deze kleinagels dienden als versiering.